# Музей Габдуллы Тукая (Уральск)
Музей Габдуллы Тукая (тат. Габдулла Тукай музее, каз. Ғабдолла Тоқай мұражайы) — музей, посвящённый жизни и творчеству татарского народного поэта Габдуллы Тукая, жившему в городе Уральске с 1894 по 1907 год.

## История музея
Основоположник современного татарского литературного языка прожил в Уральске c 9 до 21 года, куда его, сироту, отправили на воспитание к родной тётке. Мальчика отдали в медресе «Мутыгия», где он с интересом изучал арабский, персидский и турецкий языки. Учителем в медресе был Мутыгулл Тухватуллин, имам Красной мечети. Одновременно с обучением в медресе, Габдулла начал посещать и русскую школу для детей-мусульман, где открыл для себя мир русской и западноевропейской литератур. Позднее, при активном непосредственном участии Тукая в Уральске выпускается рукописный журнал «Аль-гаср-аль-джадид» («Новый век»), в котором он публикует свои первые ученические стихи и статьи. 
Решение о создании музея Габдуллы Тукая Мутыгуллы Тухватуллина было принято на самом высоком уровне. В 2005 году М. Ш. Шаймиев и Н. А. Назарбаев договорились, что в Уральске будет устроен музей Тукая. Совместными усилиями Казахстана и Татарстана была произведена реконструкция бывшего дома Мутыгуллы Тухватуллина. Местный областной Акимат выделил шесть квартир для переселения жителей этого дома. Фирма Татнефтегеофизика (Республика Татарстан) профинансировала ремонт и оформление здания и экспозиции.
Музей был открыт 12 декабря 2006 года и передан в ведение Татарского культурного центра города Уральска.

## Музей сегодня
Собрание музея состоит из 400 предметов. Экспозиция музея размещается в четырёх залах двухэтажного здания и состоит из нескольких разделов, знакомя с предметами быта, укладом жизни уральцев конца XIX — начала XX веков. В разделе, посвященном жизни и творчеству Г. Тукая, воссоздан интерьер кабинета Мутыгуллы Тухватуллина. Здесь стоит старинная мебель, на журнальном столике лежат газеты того времени, на письменном столе книга на арабском языке, карманные часы, чётки, письменный прибор, настольная керосиновая лампа. На стене висит портрет М. Тухватуллина — работа кисти Камиля Муллашева. В следующем здале представлены материалы о детстве Тукая, его жизни и творческой деятельности в Уральске, последних годах жизни поэта в Казани. Отдельный раздел посвящён деятелям науки и искусства, религиозным деятелям — уроженцам Уральска: экспонируются личные вещи народной артистки ТАССР Галии Кайбицкой, выросшей в этом доме, историка Р. И. Нафигова, композитора Назиба Жиганова, скульптора Х. З. Шамсутдинова, имамов мечетей города: Габдельракыба и Мухамедгарифа Тулбаевых, Гайнетдина Залялютдинова. Заключительный стенд рассказывает о людях, причастных к открытию музея.
Ведутся подготовительные работы по воссозданию в подвальном помещении здания обстановки типографии, располагавшейся в нём в 1906–1907 годы, в которой печатались газеты «Уральский дневник», «Фикер» («Мысль»), журналы «аль-Гаср аль-Джадид» и «Уклар» («Стрелы»). Из этого подвала стихи и статьи Габдуллы Тукая расходились по всей Российской империи.
В стенах музея проводятся тематические выставки и театральные инсценировки, проводятся Тукаевские чтения и конференции, презентации книг. 